# ハイAセントラル
ハイAセントラル（英語: High-A Central）は、、アメリカ合衆国に2021年のみ存在したマイナーリーグ（MiLB）のプロ野球リーグ。格付けはメジャーリーグ（MLB）の3つ下となるA+級。

## 歴史
2021年のシーズン開幕前に行われたマイナーリーグの再編に伴い、ミッドウェストリーグがチーム数縮小の上、名称変更して誕生した。
2022年よりリーグ名が元の「ミッドウェストリーグ」に戻された。

## 所属チーム
2021年
| 地区   | チーム                                                         | MLB提携チーム                  | 創設年 | 加入年 | 本拠地 |
| ------ | -------------------------------------------------------------- | ------------------------------ | ------ | ------ | --- |
| 東地区 | デイトン・ドラゴンズ Dayton Dragons                            | シンシナティ・レッズ           | 1988年 | 2021年 | オハイオ州モンゴメリー郡デイトン デイ・エアー・ボールパーク                                                                       |
| 東地区 | フォートウェイン・ティンカップス Fort Wayne TinCaps            | サンディエゴ・パドレス         | 1993年 | 2021年 | インディアナ州アレン郡フォートウェイン パークビュー・フィールド                                                                   |
| 東地区 | グレートレイクス・ルーンズ Great Lakes Loons                   | ロサンゼルス・ドジャース       | 1982年 | 2021年 | ミシガン州ミッドランド郡ミッドランド ダウ・ダイアモンド                                                                           |
| 東地区 | レイクカウンティ・キャプテンズ Lake County Captains            | クリーブランド・ガーディアンズ | 1991年 | 2021年 | オハイオ州レイク郡イーストレーク ディッキー・スティーブンズ・パーク                                                               |
| 東地区 | ランシング・ラグナッツ Lansing Lugnuts                         | オークランド・アスレチックス   | 1955年 | 2021年 | ミシガン州クリントン郡ランシング ジャクソン・フィールド                                                                           |
| 東地区 | ウェストミシガン・ホワイトキャップス West Michigan Whitecaps   | デトロイト・タイガース         | 1994年 | 2021年 | ミシガン州ケント郡コムストック・パーク LMCUパーク                                                                                 |
| 西地区 | ベロイト・スカイカープ Beloit Sky Carp                         | マイアミ・マーリンズ           | 1982年 | 2021年 | ウィスコンシン州ロック郡ベロイト ABCサプライ・スタジアム                                                                          |
| 西地区 | シーダーラピッズ・カーネルズ Cedar Rapids Kernels              | ミネソタ・ツインズ             | 1890年 | 2021年 | アイオワ州リン郡シーダーラピッズ ベテランズ・メモリアル・スタジアム                                                               |
| 西地区 | ピオリア・チーフス Peoria Chiefs                               | セントルイス・カージナルス     | 1983年 | 2021年 | イリノイ州ピオリア郡ピオリア ドーザー・パーク                                                                                     |
| 西地区 | クアッドシティズ・リバーバンディッツ Quad Cities River Bandits | カンザスシティ・ロイヤルズ     | 1901年 | 2021年 | アイオワ州スコット郡ダベンポート モダン・ウッドメン・パーク                                                                       |
| 西地区 | サウスベンド・カブス South Bend Cubs                           | シカゴ・カブス                 | 1988年 | 2021年 | インディアナ州セントジョセフ郡サウスベンド フォー・ウィンズ・フィールド・アット・コベレスキ・スタジアム                           |
| 西地区 | ウィスコンシン・ティンバーラトラーズ Wisconsin Timber Rattlers | ミルウォーキー・ブルワーズ     | 1958年 | 2021年 | ウィスコンシン州アウタガミ郡グランド・シュート ニューロサイエンス・グループ・フィールド・アット・フォックス・シティズ・スタジアム |